# Bristol 412
La 412 è un'autovettura prodotta dalla Bristol dal 1975 al 1980. Dalla 412 derivarono due altri modelli, la Bristol Beaufighter e la Bristol Beaufort, prodotti, rispettivamente dal 1980 al 1993 e da 1984 al 1994.

## La 412
Insieme alla 603, la 412 fu uno dei due modelli che succedettero alla 411, che fu in commercio negli anni sessanta e settanta. La 412 fu l'ultima vettura Bristol della serie "400", che iniziò con la 400.

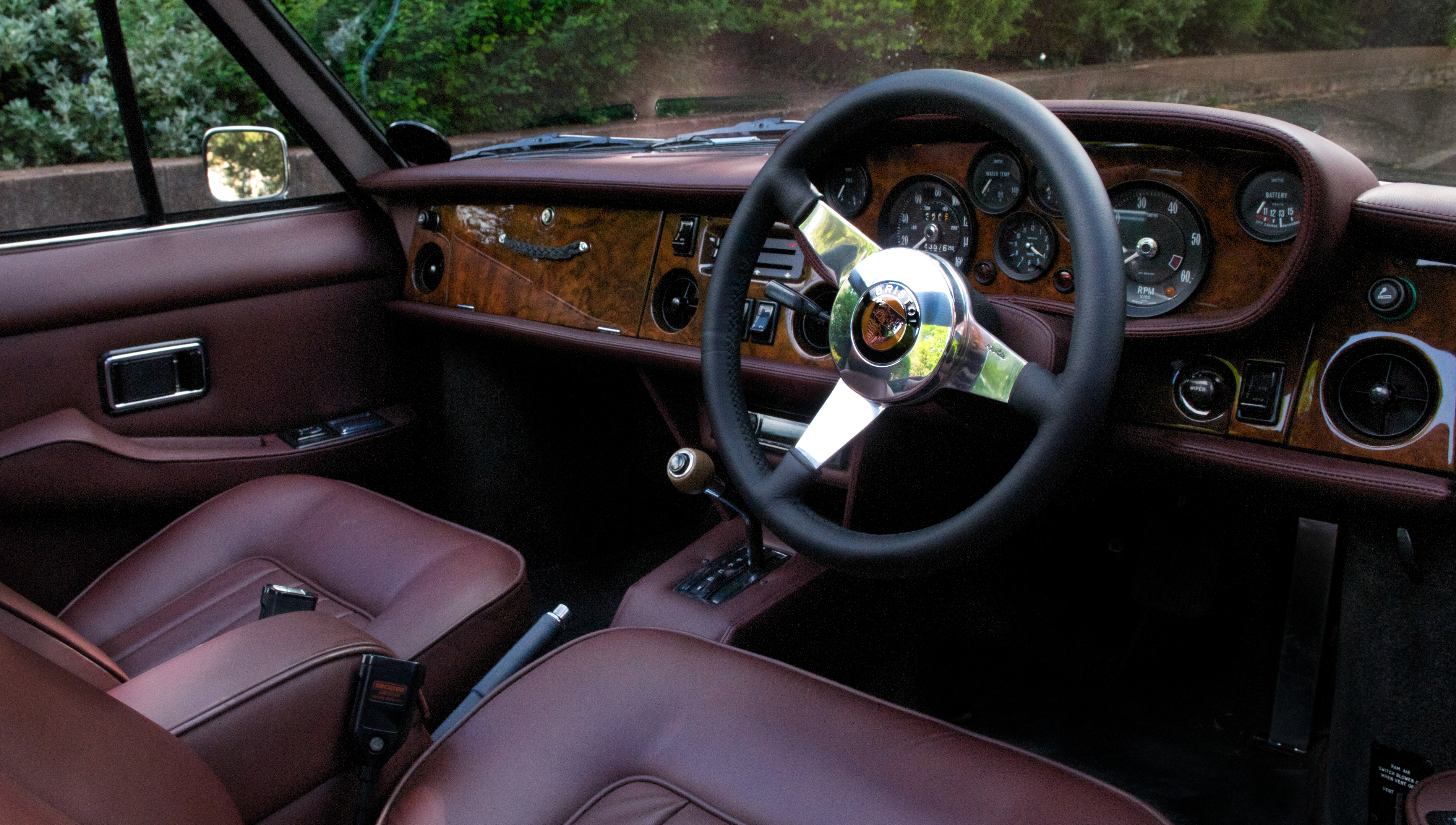
Gli interni

Mentre la 603 fu la versione profondamente rivista, perlomeno riguardo alla linea delle precedenti vetture Bristol berline, la 412 si distingueva per la carrozzeria cabriolet tipo Targa, che era dotata di un tettuccio rimovibile che poteva essere riposto nel bagagliaio. La linea delle prime 412 era inusuale per una vettura postbellica. Lo stile e la realizzazione della carrozzeria furono opera di Zagato, ed il corpo vettura era poi installato su un telaio separato costruito dalla Bristol a Filton, in Inghilterra. Questo telaio era lo stesso montato sulla Bristol 603. I primi esemplari di 412 conservarono il motore V8 Chrysler B-type a benzina da 6.227 cm³ di cilindrata e valvole in testa, già montato sulla 411. Comunque, la seconda serie della 412, che arrivò sui mercati alla fine del 1977, ebbe installato un motore diverso. Venne infatti montato un propulsore a benzina da 5.899 cm³. Questo motore venne anche installato sulla 603 e, successivamente, sulla Bristol Britannia. Il motore era montato anteriormente, mentre la trazione era posteriore.
Nella seconda serie del 1977, le sospensioni anteriori vennero aggiornate per permettere l'installazione di un motore più leggero e di un nuovo rapporto finale (2.88:1), senza compromettere la stabilità e la guidabilità della vettura. Altri aggiornamenti furono un nuovo sistema di ventilazione e dei nuovi sedili.
Con l'obiettivo di competere anche sul mercato statunitense, la Bristol progettò un esemplare di 412 conforme alle leggi statunitensi concernenti le emissioni inquinanti e la sicurezza. Questo esemplare speciale era perciò dotato di un convertitore catalitico e di una barra antirollio molto più robusta. Il management della Bristol decise però di non debuttare nel mercato statunitense a causa delle difficoltà intrinseche, e decretò che questi esemplari speciali fossero invece esportati in Europa (specialmente in Germania Ovest e Svizzera).
La 412 fu in commercio fino al 1980.

## La Bristol Beaufighter (1980-1993)

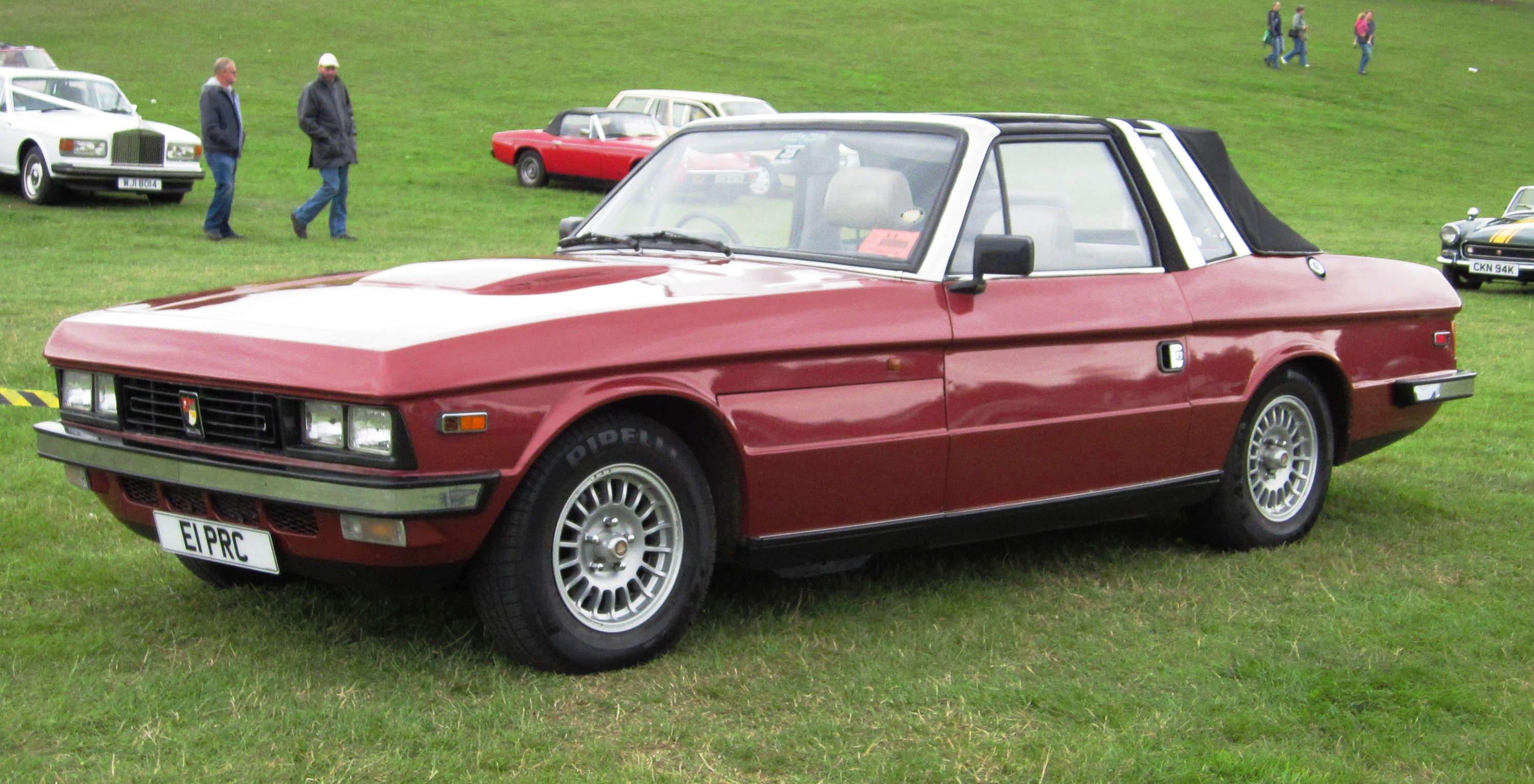
Una Bristol Beaufighter

La Bristol Beaufighter, ancora disegnata da Zagato ma realizzata interamente a Filton, era molto simile alla 412, eccetto che per i quattro fanali anteriori.
Per questo modello, il motore V8 da 5.899 cm³ a valvole in testa fu aggiornato con l'installazione di un turbocompressore Rotomaster che diede alla Beaufighter una velocità massima di 241 km/h. Per rendere adatto il cambio alla coppia maggiore, la trasmissione automatica Torqueflite che caratterizzava i modelli Bristol dalla 407, fu aggiornata con l'installazione di un più robusto albero di trasmissione e di un convertitore di coppia, che derivavano da alcuni modelli Chrysler degli anni settanta. Il motore era montato anteriormente, mentre la trazione era posteriore.
La Beaufighter fu commercializzata dal 1980 al 1993.

## La Bristol Beaufort (1984-1994)
Concepita per la sola esportazione, la Bristol Beaufort è stata l'ultima evoluzione della 412. Aveva installato il motore V8 da 5.899 cm³ già montato sulla Beaufighter. A differenza delle altre versioni della 412, la Beaufort era un'autentica cabriolet. Possedeva, tra l'altro, un tettuccio elettrico. Il motore era montato anteriormente, mentre la trazione era posteriore.
La Beaufort possedeva un parabrezza rinforzato per compensare l'assenza di una barra antirollio fissa. Possedeva inoltre un serbatoio del carburante molto più capiente (136 L). Ciò permetteva, rispetto ai modelli precedenti, un'autonomia molto più elevata. Il modello è stato prodotto in un limitato numero di esemplari fino al 1994.